# Suzuki Van Van 125
Suzuki Van Van és una motocicleta creada per la companyia Suzuki; té una cilindrada de 125cc.

## Història
Originalment va néixer el 1972, el seu nom en aquell moment era RV 125 Tracker, això semblava una moto tot terreny amb pneumàtics exagerats. També es comercialitzava a altres cilindrades (50cc i 90cc).
Al principis dels 80' es van deixar de fabricar i no va ser fins al 2003 quan Suzuki va a tornar a produir-la.
Les del 2003 tenien com a problema la manca d'autonomia, frens limitats i suspensions suaus. El model s'ha anat millorant, i l'any 2007 van apostar per l'obligat pas de la injecció.
Les sèries són catalogades amb la designació K i un número, això augmenta amb cada model, coincidint aquestes últimes versions amb l'any del model. (Exemple: Suzuki Van Van 2008 = Suzuki Van Van k8).
La curiositat del seu nom és que "Van Van" en japonès resulta ser una cosa com "Va, va!"
La Van Van té un estil similar a les Monkey Bikes (Honda) i Bultaco. També hi ha detalls de l'estil americà Boober.
Hi ha un model 200cc. Aquest model es comercialitza al Japó, sent una sèrie especial: el 200Z.

## Mecànica
La seva mecànica des del 2007 és mono cilíndrica 125cc, de quatre temps refrigerada per aire i amb 6 velocitats. Està equipada amb fre de disc amb pinça de doble pistó de la marca Tokiko a la roda de davant i un clàssic tambor a la part posterior. Destaquen les enormes rodes (180/180 en la roda del darrere, anomenada "Donut") tacs i llantes de 14" a radis. Protegides per uns parafangs grans que crea una presència original.

## Característiques[1]
| Dimensions             |                                               |
| ---------------------- | --------------------------------------------- |
| Longitud total:        | 2140 mm                                       |
| Distància entre eixos: | 1385 mm                                       |
| Amplada total:         | 860 mm                                        |
| Altura des del terra:  | 215 mm                                        |
| Capacitat del dipòsit: | 7,5 l                                         |
| Altura total:          | 1120 mm                                       |
| Altura del seient:     | 770 mm                                        |
|                        |                                               |
| Motor                  |                                               |
| Tipus de Motor:        | Monocilíndric 4T, refrigeració per aire, SOHC |
| Diàmetre x carretera:  | 57,0 x 48,8 mm                                |
| Cilindrada:            | 125 cc                                        |
| Arranc:                | Electrònic CDI                                |
| Transmissió:           | 6 velocitas                                   |
| Potència:              | 12 CV                                         |
|                        |                                               |
| Suspensió              |                                               |
| Suspensió davant:      | Telescòpica, amortiment hidràulic             |
| Suspensió darrere:     | Basculant, amortiment hidràulic               |
|                        |                                               |
| Frens                  |                                               |
| Fre davant:            | Simple disc                                   |
| Fre darrere:           | Tambor                                        |
|                        |                                               |
| Pneumàtics             |                                               |
| Pneumàtic davant:      | 130/80-18 M/C 66P                             |
| Pneumàtic darrere:     | 180/80-14 M/C 78P                             |